# Forum (Bryndum Sogn)
 For alternative betydninger, se Forum (flertydig). (Se også artikler, som begynder med Forum)
Forum er en lille landsby i Sydvestjylland, beliggende i den nordligste del af Bryndum Sogn, nord for selve Bryndum (under postnummeret 6715 Esbjerg N), og lige op til primærrute 12 mellem Esbjerg og Varde. Den ligger i Esbjerg Kommune og hører til Region Syddanmark.
Stednavnet Forum, i 1335 Forthum, er afledet af ordet "forth", der betyder "vadested", og henviser til at den gamle ryttervej fra Strandby Kro til Varde her krydsede Astrup Bæk. I landsbyen var der en overgang uprivilegeret kro, og i 1927 blev der etableret en brugsforening og i 1951 en skole, men begge dele er nu for længst atter nedlagte, og nærmeste skole og indkøbssted findes nu i Tarp. Den tidligere skole huser nu Forum Fritidscenter.